# کشته شدن عثمان
نیمهٔ اول خلافت عثمان به خوبی پیش رفت. در این مدت دولت نیز پایدار بود، ولی با شروع سال ۳۱ هـ آشوب‌ها و تحرکات گروهای مخالف شروع به نمایان شدن و شدت گرفتن کرد که تا پایان دوره‌اش و دورهٔ خلفای راشدین ادامه یافت. دلیل آن این بود که عثمان برای بعضی نزدیکان و فامیلش با بخشش منصب فرماندار استان، خوب‌بینی کرده بود که اعتراض‌ها و شکایت‌هایی از ستم نزدیکانش در پی داشت و ستم‌دیدگان خواستار برکناری آن‌ها شدند، بعضی دیگر هم از اشرافی‌گری که در مدینه رایج شده بود شکایت داشتند؛ به نوشته ویلفرد مادلونگ، عثمان به بنی‌امیه که قوم و خویشش بودند بیش از حد امتیاز می‌داد، به‌طوری‌که نفوذ آنان روی وی سبب شد که با صحابهٔ محمد مانند ابوذر غفاری، عبدالله بن مسعود و عمار یاسر بدرفتاری کند. این موضوع و مسائل دیگر خشم مردم در مناطق مختلف حکومت اسلامی را در سال‌های ۶۵۰ و ۶۵۱ میلادی برانگیخت. بعد از اینکه مروان بن حکم، عموزادهٔ عثمان، به عنوان مشاور وی انتخاب شد، بر وی تسلط یافت. این امر باعث اعتراض بسیاری از صحابهٔ محمد به‌خصوص اعضای شورای انتخاب عثمان گردید. بسیاری از آنان به عثمان اعتراض نموده و حمایت خود را از وی قطع کردند.
این روش حکومت مخالفت‌های زیادی را برانگیخت. مخالفان او، عثمان را به خویشاوندسالاری و فساد متهم می‌کردند. به نوشته جان بوکر، سر دسته مخالفان او عایشه، همسر پیامبر و دختر ابوبکر، و علی داماد محمد بودند. بنا بر نظر سید حسین نصر در دانشنامهٔ بریتانیکا، علی عثمان را به عنوان خلیفه به رسمیت می‌شناخت. اما موضع بی‌طرفی را بین هواداران و مخالفان وی اتخاذ کرده بود. به نوشته رابرت گلیو، علی حداقل به لحاظ معنوی سردستهٔ مخالفان عثمان بود. در دوران خلافت عثمان، علی به همراه صحابهٔ دیگری از محمد از جمله طلحه و زبیر از منتقدان عثمان بودند. او فکر میکرد که عثمان از سنت پیامبر دچار انحراف شده‌است. مهم‌ترین موارد اختلاف با عثمان بر سر اجرای حدود اسلامی بود. علی اصرار داشت که حدود الهی باید اجرا شود. از جمله در قضیهٔ شراب‌نوشی ولید، حاکم کوفه، که گفته می‌شود حد به دست خود علی اجرا شد. او در امور سیاسی حداقل به لحاظ معنوی نیز از سرکردگان مخالف عثمان شناخته می‌شد. در قضیه تبعید ابوذر غفاری با وجود ممنوعیت تعیین شده توسط عثمان او با فرزندانش ابوذر را بدرقه کرد.
اوضاع در کوفه در سال ۳–۳۲ هجری /۴–۶۵۲ میلادی بدتر گردید. قاریان کوفه که تفکرات مذهبی و سیاسی مخالف عثمان داشتند، با وجود اینکه اقدامات سیاسی فراوانی در مقابله با آنان انجام شده بود، توانستند زمینهٔ عزل سعید بن عاص، والی کوفه را فراهم کرده و ابوموسی اشعری والی پیشین بصره را که زاهد بود و تفکرات مخالف عثمان داشت، امیر خود کنند. از آن به بعد، کوفه از کنترل حکومت مرکزی خارج شد. برخی مورخان اهل سنت می‌گویند اولین کسی که جرقهٔ انقلاب را ضد عثمان زد فردی یهودی در یمن با نام عبدالله بن سبا می‌داند. سیدمرتضی عسکری با بررسی روایات تمام مورخینی که پیش از قرن پنجم هجری قمری می‌زیسته‌اند، به این نتیجه می‌رسد که از نظر تمامی آن‌ها روایت مربوط به عبدالله بن سبا غیرقابل اعتماد و ضعیف است.
در مصر، شورش‌هایی به سرکردگی محمد بن ابی حذیفه (پسر خواندهٔ عثمان) که در سنین جوانی بود صورت گرفت و عبدالله ابن ابی سرح که والی مصر بود، در مقابل این شورش‌ها تسلیم گردید. به نظر می‌رسد که عمروعاص پس از اینکه از امارت مصر عزل شده بود و به فلسطین رفته بود، پنهانی این شورش‌ها در مصر را تحریک می‌کرد. نقش این شورش‌ها در مصر باید پررنگ‌تر از آنچه که تصور می‌شود بوده باشد. ابن لیه نیز در کتاب خود شورش مصریان را مورد بررسی قرار داده و معتقد است که تعداد مصریان در میان افرادی که خانهٔ عثمان را محاصره کرده بودند، بیش از گروه‌های دیگر بوده‌است.
بدین ترتیب، شورش علیه عثمان در استان‌ها و اقالیم مسلمانان ریشه زد، در نهایت سال ۳۴ هـ با آمدن کاروان حج به مدینه از سرزمین‌های اسلامی جرقه خورد. شورش‌ها بالا گرفت و معترضان از سه ناحیهٔ مختلف به مدینه آمدند. اولین گروهی که رسیده بود، مصریان بودند که سر کردهٔ آنان عبدالرحمن بن عدیس بود، این گروه روز جمعه به مسجدالنبی رفتند تا نماز جمعه را بخوانند. در این هنگام شورشیان با عثمان روبرو گردیدند و اعتراضات شدیداللحنی به وی کردند. عثمان با رویکردی صلح‌آمیز و آشتی‌جویانه، قول داد که تمامی اقدامات قبلی خود را لغو کند و والیان مناطق را عوض کند. معترضان راضی شدند و به سمت مصر بازگشتند. اما در تپه‌های شن اریس، قاصدی از سوی عثمان را یافتند و به وی مشکوک شدند و طی بازجویی از وی، نامه‌ای را یافتند که در آن به عبدالله بن ابی سرح دستور کشتن یا مثله کردن سران شورش‌گران مصر داده شده بود. به همین دلیل به مدینه بازگشتند و دست به انقلاب ضد وی زدند.
وی که در ابتدا حکم مجازات شورشیان را صادر کرده بود، وقتی که توسط پیک سریعی که توسط عبدالله بن سعد فرستاده شد، از قصد شورشیان آگاه شد، از آنجایی که به‌دلیل احتمال بازشدن راه برای خشونت دیگر قشرها، تمایلی به پذیرش شورشیان نداشت، به دیدار علی رفته و از او خواست که با شورشیان دیدار کرده و آن‌ها را وادار کند که به شهر و دیارشان بازگردند. عثمان ضمن اینکه خود را از این به بعد ملزم به پیروی از توصیه‌های علی می‌کرد، به وی اختیار تام داد تا هرگونه که می‌خواهد با شورشیان مذاکره کند. علی به وی یادآوری کرد که قبلاً هم با وی در این مورد صحبت کرده‌بود، ولی عثمان ترجیح داده‌بود که از مروان بن حکم و بنی‌امیه حرف‌شنوی کند. عثمان قول داد که از این پس، از آنان روی گردانده و از علی حرف‌شنوی کرده و دستور داد که دیگر انصار و مهاجران به علی بپیوندند. او از عمار خواست که به این گروه بپیوندد ولی وی این پیشنهاد را رد کرد. به نوشته پوناوالا، علی در این زمان بدون آنکه مستقیماً با عثمان مخالفت کند، تأثیری بازدارنده بر وی داشت. او انتقادات دیگر صحابه را به گوش عثمان می‌رساند و از جانب عثمان با مخالفانی که از دیگر استان‌ها به مدینه آمده بودند، مذاکره کرد که به نظر می‌رسد این امر سبب بروز بدگمانی بین علی و اقوام عثمان گشت. بعداً که شورشیان منزل عثمان را محاصره کردند، علی با اصرار بر اینکه عثمان نباید از آب منع شود، تلاش کرد تا از شدت حصر بکاهد.
بر طبق روایت محمود بن لبید بن عقبه اوسی، تاریخ‌نگار معاصر، اعضای این گروه از مهاجرین (به‌جز علی) شامل سعید بن زید، ابوجهم عدوی، جبیر بن مطعم و حکیم بن حزام و از بنی‌امیه شامل مروان بن حکم، سعید بن عاص و عبدالرحمن بن عتاب بن اسید، از انصار به سرکردگی محمد بن مسلمه و شامل ابواشید و ابوحمید ساعدی، زید بن ثابت و کعب بن مالک و همچنین شامل نیار بن مکرز اسلمی و در کل نزدیک به ۳۰ نفر بودند.

## قتل عثمان و عواقب آن
شورشیان خانهٔ عثمان را محاصره کردند، این گونه گذشت تا روز جمعه رسید، عثمان برای سخنرانی به بالای منبر رفت و در مورد شورشیان صحبت کرد؛ یکی از صحابه حرف وی را تأیید کرد و دیگر به حرفش اعتراض کرد که باعث نبرد در مسجد شد، عثمان در این بین زخمی شد و به خانه‌اش برده شد. عثمان چند روز در خانه‌اش محاصره بود و تعدادی از صحابه مشغول حفاظت از عثمان بوند مهم‌ترین آن‌ها حسن بن علی، عبدالله بن زبیر، مروان بن حکم و سعید بن عاص بود انقلاب گران به خانهٔ او حمله کردند و در خانه را آتش زند یکی از آن‌ها با غلاف شمشیر به سر عثمان ضربه زد، سپس با شمشیر عثمان را در تاریخ ۱۸ ذی‌الحجه سال ۳۵ هـ (۲۰ ژوئن سال ۶۵۶م) در حالی که ۸۲ سال داشت و از خلافتش ۱۲ سال می‌گذشت کشت.
مادلونگ در دانشنامهٔ ایرانیکا می‌نویسد در هنگام محاصرهٔ عثمان، حسن به‌همراه فرزندان صحابیون محمد به دفاع از خانهٔ عثمان پرداخت، عثمان از علی خواست که به دیگر محافظان بپیوندد و علی در پاسخ حسین را فرستاد. عثمان به حسین گفت که آیا می‌تواند در مقابل شورشیان از خود دفاع کند. حسین با شنیدن این سخن اعتراض کرد و عثمان او را از آنجا به بیرون فرستاد. نقل شده که مَرْوان به حسین گفت: «از نزد ما برو. علی مردم را بر ضد عثمان تحریک می‌کند و تو اینجا با ما هستی!» محمد عمادی حائری در دانشنامهٔ جهان اسلام می‌نویسد حسین یا حسن بر طبق بعضی روایات در قضیهٔ دفاع از عثمان زخمی شدند.
عثمان به دلیل اینکه نمی‌خواست شأن خود را به عنوان خلیفه کم کند، با درخواستهای مبنی بر کناره‌گیری از خلافت مخالفت می‌نمود. مدت محاصره عثمان (در سال ۳۵ هجری/ژوئن ۶۵۶ میلادی) در منابع، زمان‌های متعددی گزارش شده و تعدادی از محاصره کنندگان به سرکردگی محمد بن ابی بکر به خانه‌اش توانستند وارد شوند. البته دقیقاً معلوم نیست که وی به عثمان ضربت وارد کرده باشد یا نه و منابع افراد متعددی را به عنوان کشندگان عثمان نام می‌برند. عثمان که در حال خواندن قرآن بود، مورد ضربت قرار گرفت و خونش بر صفحه قرآن ریخت. نائله بنت فرافصه از قبیله کلبیه که همسر عثمان بود نیز زخمی گردیده و خانه را نیز مورد غارت قرار دادند. جسد عثمان به صورت بسیار مخفیانه و شبانه با تشییع همسر و دوستان نزدیکش دفن گردید. همچنین برخی منابع حاکی از آن است که فرمان قتل عثمان را عایشه صادر نمود است. سپاه معاویه که برای کمک به عثمان فرستاده بود، در نیمه راه خبر مرگ عثمان را شنیدند و سریعاً به شام بازگشتند. در منابع این عمل فرستادن سپاه از سوی معاویه، عملی ریاکارانه معرفی گردیده‌است. در منابع آمده که شورش گران مصر به سرکردگی ابن عدیس از سوی معاویه مورد تعقیب قرار گرفتند و زندانی شدند. اما ابن عدیس فرار کرد اما دوباره بازداشت شد و توسط لشکریان معاویه کشته شد.
سرانجام، عثمان توسط شورشیانی که از کوفه، مصر و بصره به مدینه آمدند، کشته شد. کشته شدن او نقطه عطفی در تاریخ مسلمانان بود و یکپارچگی سیاسی و مذهبی مسلمانان به پایان رسید و انشقاق‌ها و جنگ‌های داخلی بین آنان شروع شد. قتل عثمان منجر به طرح مسائل پیچیده‌ای شد از جمله اینکه آیا قتل عثمان عادلانه بود؟ آیا او از دستورهای اسلام منحرف شده بود؟ اگر چنین بود آیا شایسته قتل بود؟ پس از عثمان، علی به خلافت رسید که دوران خلافت او مصادف با جنگ‌های داخلی زیادی بین مسلمانان شد.
از این زمان به بعد اتحاد سیاسی و مذهبی اسلام از بین رفت و جنگ‌های داخلی و تفرقه آغاز گردید. دوران خلافت عثمان و قتل وی نقطه عطفی در تاریخ اسلام شد و از این رو حائز اهمیت است که قتل وی به علت این بود که در شایستگی اش اختلاف ایجاد شده بود. دانشنامه اسلام بر این باور است که آنچه مخالفان عثمان به عنوان نالایق بودن وی مطرح می‌کنند، بیشتر شخصیت متوسط و معتدل اوست. این واقعه روایات زیادی از تاریخ و به خصوص ادبیات تاریخی را به خود اختصاص داد و این روایات این واقعه را در رده فتنه قرار می‌دهند.